# Alsodes verrucosus
Alsodes verrucosus е вид жаба от семейство Cycloramphidae.

## Разпространение
Видът е разпространен в Чили.